# Enosis Neon Paralimni
O Enosis Neon Paralimni FC é um clube de futebol cipriota com sede em Paralimni, na parte turca da ilha.

## História
O Enosis (o nome completo da equipe, em inglês, é Athletic Union of Paralimni ou União Atlética de Paralimni) foi fundado em 1936.

## Estádio
O Enosis manda seus jogos no Estádio Municipal "Tasos Marcou", em Paralimni, com capacidade para 5.800 espectadores.